# George qui ?
Pour plus de détails, voir Fiche technique et Distribution.
George qui ? est un film français réalisé par Michèle Rosier et sorti en 1973.

## Fiche technique
- Titre : George qui ?
- Réalisation : Michèle Rosier
- Scénario et dialogues : Michèle Rosier
- Photographie : Armand Marco
- Costumes : Marie-Claude Altot
- Son : Bernard Ortion, Gilles Ortion et Jacques Maumont
- Montage : Suzanne Baron
- Musique : Jean-Jacques Debout et Mal Waldron
- Production : Go-Films - Nouvelles Éditions de Films
- Pays de production :  France
- Durée : 110 minutes
- Date de sortie : France - 3 mai 1973

## Distribution
- Anne Wiazemsky
- Alain Libolt
- Denis Gunsbourg
- Jean-Gabriel Nordmann
- Bulle Ogier
- Gilles Deleuze
- Roger Planchon
- Yves Rénier
- Jean-Michel Ribes
- Jacques Hilling
- Daniel Duval
- Maurice Barrier
- Gérard Chaillou
- Luc Moullet
- Didier Flamand
- Hugues Quester
- Maxence Mailfort
- Jean-Pierre Kalfon
- Bertrand Migeat